# Peter Bahr
Peter Bahr, född 8 september 1642 i Visby, Gotland, död 6 maj 1724 i Visby, Gotland, var en svensk domkyrkoorganist i Visby församling.

## Biografi
Bahr föddes 8 september 1642 i Visby. Han var son till domkyrkoorganisten Johann Bahr och Elsa Munk. Han blev domkyrkoorganist efter sin fader år 1670. Bahr avled 6 maj 1724 i Visby.

### Familj
Bahr gifte sig första gången med Maria Påwelsdotter Enequist. 
Bahr gifte sig andra gången med Elisabeth Persdotter (född 1679). De fick tillsammans barnen Johan (1675–1736), Lisken (1681–1754), Elsa (1678–1730) och Sofia (1684–1750).